# Baburka (Dolînske), Zaporijjea
Baburka (în ucraineană Бабурка, în germană Burwalde) este un sat în comuna Dolînske din raionul Zaporijjea, regiunea Zaporijjea, Ucraina. Satul a fost locuit de germanii pontici.   

## Demografie
Componența lingvistică a localității Baburka
     Ucraineană (85,36%)
     Rusă (13,81%)
     Alte limbi (0,83%)
Conform recensământului din 2001, majoritatea populației localității Baburka era vorbitoare de ucraineană (85,36%), existând în minoritate și vorbitori de rusă (13,81%).